# Trepetlikov turek
Trepetlikov turek (znanstveno ime Leccinum aurantiacum) je gliva iz rodu turkov (Leccinum).

## Značilnosti
Trepetlikov turek je goba, podobna vsem turkom, s klobukom oranžne ali opečno rjave barve in kožico, ki gre prek roba. Klobuk pri odraslih gobah meri v premeru od 6 do 15 cm. Pri mladih gobah je sprva okrogel, kasneje pa postane vzbočen in se na koncu zravna in postane blazinast. 
Trosovnica je sestavljena iz drobnih, okroglih cevk in je sprva belkasta, kasneje pa siva.
Bet je valjast, poln in trd, visok od 8–20 cm in doseže premer od 1 do 2,5 cm. Pokrit je z luskicami rjave barve, ki pri starih primerkih dobijo črnikaste konice.
Meso je belo, na prerezu sprva rahlo lilasto, kasneje pa počrni.

## Razširjenost in življenjski prostor
Je dokaj pogost in raste od poletja do pozne jeseni. Vedno ga najdemo pod trepetlikami, po čemer je tudi dobil slovensko ime.

## Mikroskopske značilnosti
Trosni odtis je rumenkasto rjave barve. Trosi so vretenasti, gladki in merijo 13–17 x 4–5 μm.

## Podobne vrste
- hrastov turek (Leccinum quercinum) je zelo podoben, le da je vezan na hrast
- lisičji turek (Leccinum vulpinum) je vezan na iglavce
- brezov turek (Leccinum versipelle) je vezan na brezo

## Uporabnost
Pogojno užiten. Je priljubljena in cenjena goba, a ga je treba dobro prekuhati, sicer lahko povzroči prebavne motnje.